# Schloss Alverdissen

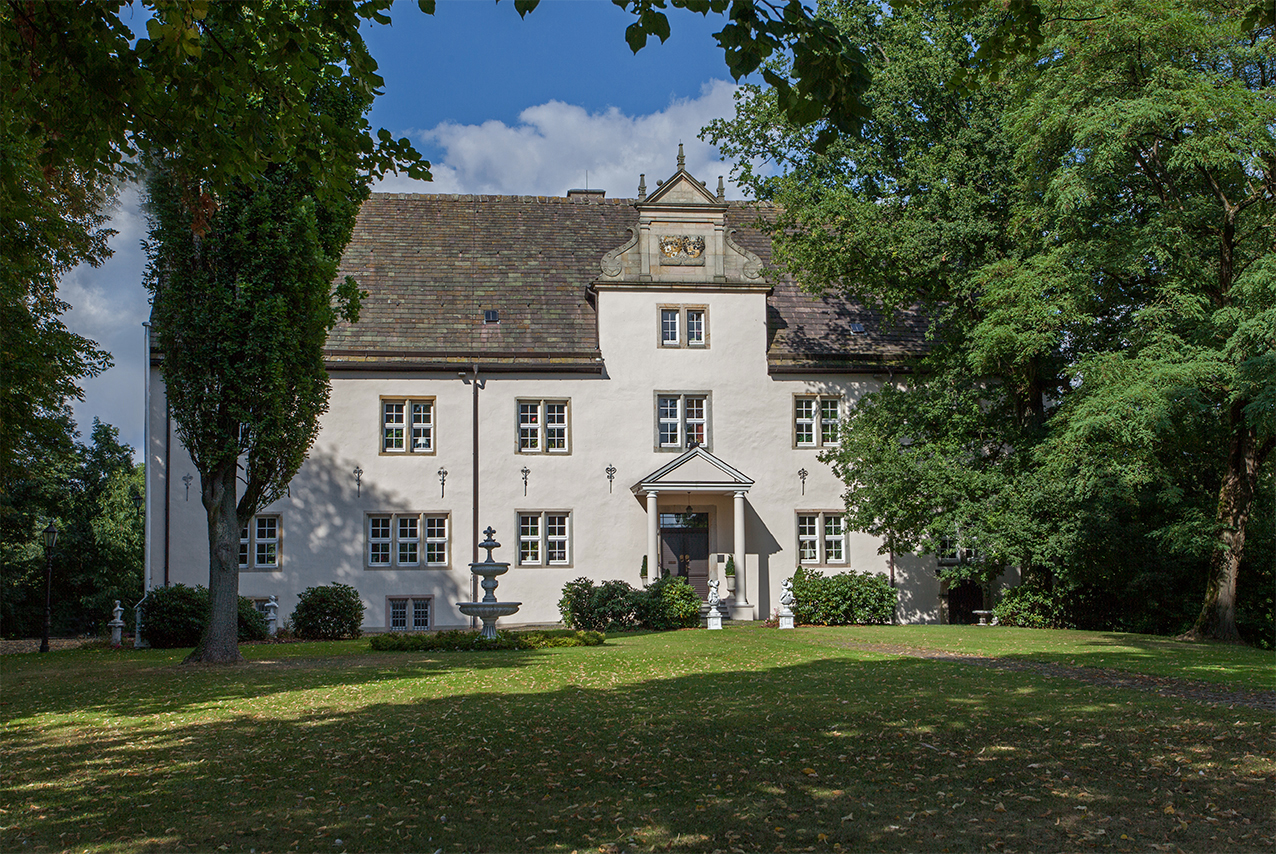
Schloss Alverdissen

Das Schloss Alverdissen  ist ein Schloss im Barntruper Ortsteil Alverdissen im Kreis Lippe. Bereits im 14. Jahrhundert wurde an dieser Stelle eine Burg der Grafschaft Sternberg erwähnt. 1812 kaufte Fürstin Pauline von Lippe das Schloss. Danach diente das Gebäude als Sitz des Amtes Sternberg und von 1879 bis 1969 als Sitz des Amtsgerichtes Alverdissen. Von 1979 bis 2008 wurde es als Archivgebäude genutzt. Der heutige Bau stammt aus dem 17. Jahrhundert und wurde im Laufe der Zeit mehrfach baulich verändert. Er ist mit der Nummer 1 als Baudenkmal in die städtische Denkmalliste eingetragen.

## Geschichte
Der Ort Alverdissen wird 1151 als Gründung der Herren von Sternberg erwähnt. 1396 wird die gleichnamige Burg als Herrensitz der Grafschaft Sternberg genannt. 1405 gelangte die Burg an das Haus Lippe. 1424 wurden der Ort und die Burg zerstört aber bis 1450 wieder hergestellt.
Ab 1613 erhielt Philipp I. Graf zu Schaumburg-Lippe das Schloss, das Amt und den Flecken Alverdissen als Paragium von der regierenden Detmolder Linie. Alverdissen wurde ab 1640 Teil der Grafschaft Schaumburg-Lippe. Philipps Sohn Friedrich Christian legte 1662 den Grundstein für das heutige Schloss. Fürstin Pauline erwarb das Schloss, das Amt und den Flecken Alverdissen 1812. Das Schloss war anschließend Sitz des Amtes Sternberg. Im Schloss war von 1879 bis 1969 das Amtsgericht Alverdissen angesiedelt. Nach umfassenden Modernisierungen in den Jahren 1977 bis 1979 wurde das Schloss bis zum Jahr 2008 als Nebenstelle des Staatsarchivs Detmold genutzt. Seit 2009 ist das Schloss im Privatbesitz und nicht öffentlich zugänglich.

## Baubeschreibung

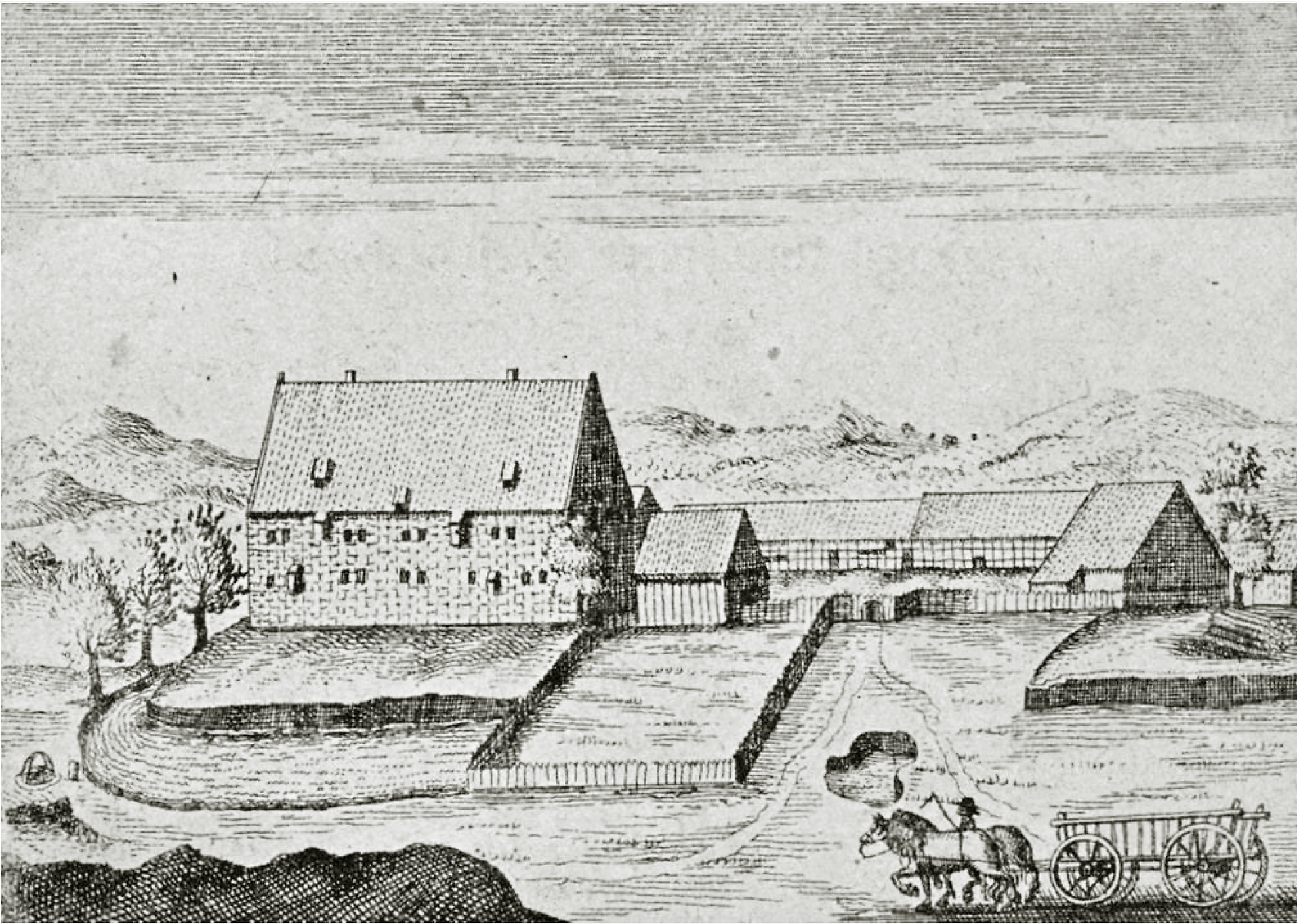
Schloss Alverdissen um 1663

An der Burgstelle wurde in den Jahren 1662 bis 1663 ein dreigeschossiger Barockbau mit Krüppelwalmdach und vorgezogenem Treppenturm mit geschweiftem Dach errichtet. Nachdem das Gebäude im 19. und 20. Jahrhundert mehrfach verändert wurde, besteht heute ein schlichter, zweigeschossigen Rechteckbau mit Satteldach. Die gekrümmte nördliche Außenwand spiegelt die Ausrichtung zweier Keller wider, die vermutlich zum mittelalterlichen Vorgängerbau gehörten. Die nördliche Außenwand enthält möglicherweise Reste der alten Burgmauer.

## Schlosspark
Im Osten und Norden wird der etwa 1,5 Hektar große Schlosspark durch die Exter begrenzt, im Süden und Westen durch eine Bruchsteinmauer. Auf dem Gelände befindet sich ein bemerkenswerter Baumbestand aus dem 19. Jahrhundert. Die Fläche wird heute teilweise als pflegeleichte Grünanlage und teilweise als Streuobstwiese genutzt.
Auf einem Kupferstich aus dem Jahr 1626 findet sich das Abbild eines regelmäßigen Renaissancegartens. Da zu diesem Zeitpunkt das Schloss noch gar nicht gebaut war, handelt es sich vermutlich um einen Entwurf. Mitte des 18. Jahrhunderts ist jedoch ein Gärtner mit Hilfskräften für den Schlosspark nachgewiesen, was auf einen aufwändigeren Garten schließen lässt.